# Carsten Peter Thiede
Carsten Peter Thiede (8 d'agost de 1952 a Berlín Est - 14 de desembre del 2004) fou un biblista i estudiós alemany.
Va ser conegut per investigar els Manuscrits de la mar Morta, especialment pels seus estudis sobre una identificació del papiròleg català Josep O'Callaghan Martínez, que defensava la tesi segons la qual el papir 7Q5 és un fragment de l'Evangeli segons Marc. Donat que el fragment és massa petit i algunes lletres són il·legibles, la teoria quedà oblidada per més d'una dècada, però les reflexions i posteriors anàlisis de Thiede posaren el tema sobre la taula novament a principis de la dècada dels 80.
Igualment passà amb un papir del Magdalen College d'Oxford, conegut com a Papir Magdalena, objecte dels seus treballs, que el portaren a la conclusió que es tractava d'un fragment grec de l'Evangeli segons Mateu, datat a la segona meitat del segle i, segons estimacions paleogràfiques. Aquesta tesi provocà de nou una gran controvèrsia.

## Obra
- Die älteste Evangelien-Handschrift? Das Markus-Fragment von Qumran und die Anfänge der schriftlichen Überlieferung des Neuen Testaments. R. Brockhaus, Wuppertal 1986. ISBN 3-417-20502-6
- Kirche in den Kinderschuhen. Die Anfänge des Christentums in Bildern und Texten (mit Ken Curtis). R. Brockhaus, Wuppertal/Zürich 1991. ISBN 3-417-24627-X
- Funde, Fakten, Fährtensuche. Spuren des frühen Christentums in Europa. R. Brockhaus, Wuppertal/Zürich 1992. ISBN 3-417-24635-0
- Religion in England. Darstellung und Daten zu Geschichte und Gegenwart. Gütersloher Verlagshaus, Gütersloh 1994. ISBN 3-579-00635-5
- Der Jesus-Papyrus. Die Entdeckung einer Evangelien-Handschrift aus der Zeit der Augenzeugen (mit Matthew D'Ancona). Luchterhand, München 1996. ISBN 3-630-87983-7
- Ein Fisch für den römischen Kaiser. Juden, Griechen, Römer: Die Welt des Jesus Christus. Luchterhand, München 1998. ISBN 3-630-87994-2
- Bibelcode und Bibelwort. Die Suche nach verschlüsselten Botschaften in der Heiligen Schrift. Brunnen, Basel/Gießen 1998. ISBN 3-7655-3689-X
- Wer bist du, Jesus? Schlaglichter auf den Mann, der in kein Schema paßt. Brunnen, Basel/Gießen 2000. ISBN 3-7655-1216-8
- Geheimakte Petrus. Auf den Spuren des Apostels. Kreuz, Stuttgart 2000. ISBN 3-7831-1857-3
- Das Jesus-Fragment. Kaiserin Helena und die Suche nach dem Kreuz (mit Matthew D'Ancona). Ullstein, München 2000. ISBN 3-550-07146-9
- Die Auferstehung Jesu – Fiktion oder Wirklichkeit? Ein Streitgespräch (mit Gerd Lüdemann). Brunnen, Basel/Gießen 2001. ISBN 3-7655-1241-9
- Die Wurzeln des Antisemitismus. Judenfeindschaft in der Antike, im frühen Christentum und im Koran (mit Urs Stingelin). Brunnen, Basel/Gießen 2002. ISBN 3-7655-1264-8
- Der Petrus-Report. Der Felsen der Kirche in neuem Licht. Sankt-Ulrich-Verlag, Augsburg 2002. ISBN 3-929246-85-6
- Jesus. Der Glaube. Die Fakten. Sankt-Ulrich-Verlag, Augsburg 2003. ISBN 3-929246-95-3
- Paulus. Schwert des Glaubens, Märtyrer Christi. Sankt-Ulrich-Verlag, Augsburg 2004. ISBN 3-936484-39-2
- Jesus und Tiberius. Zwei Söhne Gottes. Luchterhand, München 2004. ISBN 3-630-88009-6
- Der unbequeme Messias. Wer Jesus wirklich war. Brunnen, Basel/Gießen 2006. ISBN 3-7655-3876-0